# Askepot 3
Askepot 3: Tiden skrues tilbage er den tredje Askepot film, af Disneys efterfølger til deres klassiske succes fra 1950, men det er den anden til kun at blive udsendt på video/ dvd. Teoretisk set der tredje mere en efterfølger end toeren, men visse personer fra toeren optræder i denne film. Filmen blev udgivet i februar, 2007, og blev instrueret af Frank Nissen, mens nogen af de amerikanske skuespillere der lægger stemme til blandt andre er Jennifer Hale og Susanne Blakeslee. På dansk lægger blandt andre Kaya Brüel, Anne Oppenhagen Pagh, Amalie Ihle Alstrup, og Anders Bircow stemmer til. Filmen fik første gang tv premiere på Toon Disney i december, 2007.

## Historien
Filmen starter ved Askepot og prinsens første bryllupsdag, hvor musene Tim og Bum sammen med den gode fe gudmoder overrasker parret med en picnic i skoven. Hjemme i Askepots gamle hjem er hendes stedmoder og stedsøstre bundet af Askepots tidligere pligter, hvilken de ikke er særlig begejstrede for. Frederikke ser sit snit til at stikke af fra sine pligter, og løber ud i skoven hvor hun opdager fe gudmoderens tryllestav i aktion.
Fe gudmoderen taber sin tryllestav, der lander foran Frederikke, der tager den op hvorefter hun render tilbage til huset for at vise sin moder staven. Da gudmoderen dukker op for at få sin stav tilbage, bliver hun forvandlet til en statue af Frederikke, der bliver ulykkelig over hvad hun har gjort mens hendes moder får en strålende ide.
Stedmoderen tager staven og skruer tiden tilbage til det øjeblik hvor alting begyndte at gå galt for dem: da greven dukker op med glas skoen for at prinsen kan finde sin prinsesse. Stedmoderen bruger staven for at få Frederikkes fod til at passe i skoen, før Askepot kan nå at komme ned og gøre noget. Greven, der ser at foden passer i skoen, annoncerer at pigen er fundet og de skal gøre sig klar til at tage med op på slottet. Askepot bliver forvirret, mens stedmoderen knuser hendes anden glas sko, og hendes drømme inden stedmoderen, Frederikke og Mathilde tager med greven tilbage til slottet for at planlægge det kommende bryllup.
Men Askepot er overbevist om, at prinsen vil kunne kende hende, og tager hemmeligt op på slottet, hvor hun kommer ind af tjenestefolkenes port. Et andet sted møder prinsen for første gang Frederikke, men da det ikke er nok med foden i skoen må stedmoderen bruge magi på ham, så han glemmer Askepot og ønsker at gifte sig med Frederikke. Musene Tim og Bum ser, hvad stedmoderen gør og finder derefter Askepot for at fortælle hende, hvorfor Prinsen ikke kan genkende hende. I mens danser Frederikke og prinsen for første gang, og Frederikke begynder så småt at tro,! at han virkelig elsker hende. Kongen ser hvilken elendig danser Frederikke er, men da hun frygtsom ser ham under 4 øjne opdager han at hun minder ham om hans afdøde dronning, og han giver hende det kæreste han har: en muslingeskal.
Askepot forklæder sig som tjenestepige for at få fat i tryllestaven, men selvom hun gør hvad hun kan, vinder stedmoderen, da hun tilkalder vagterne. Vagterne får besked om at sende Askepot på et skib ud af landet, og hun mister alt håbet om nogensinde at få prinsen.
Musene Tim og Bum beslutter at tage sagen i egen hånd, og får lokket prinsen væk, for at fortælle ham hele historien, som han tilsyneladende har glemt. Prinsen, der stadig ikke kan huske Askepot, vælger at tro på musene, og flygter fra slottet for at redde Askepot. Det lykkes på et hængende hår, og sandheden og stedmoderen og hendes onde plan bliver afsløret. Kongen sender vagter ud, men de er pist væk.
Til trods for nederlaget nægter stedmoderen at give op, og gør sig selv og sine piger usynlige da vagterne kommer for at arresterer dem. Da ingen kan finde dem regner alle med, at de er flygtet og forberedelserne til brylluppet går atter i gang. Men mens Askepot er i gang med at gøre sig klar dukker stedmoderen, Frederikke og Mathilde atter op. Denne gang tryller stedmoderen Frederikke om, så hun ligner Askepot, mens Askepot, Tim og Bum bliver fanget i en græskarkaret med en fortryllet kat, Lucifer, som chauffør. Askepot og musene slipper dog ud i sidste øjeblik og rider så hurtigt de kan tilbage til slottet for at stoppe ceremonien.
Askepot ankommer i samme øjeblik som Frederikke skal svare ja, men efter et øjebliks tøven siger hun nej, til stor overraskelse for alle. Stedmoderen bliver rasende og dukker op sammen med Mathilde, og kongen beordrer straks vagterne til at gribe dem, men stedmoderen forvandler dem til dyr. Derefter vender hun sig mod Frederikke og Askepot og kaster en fortryllelse efter dem, men prinsen når at træde imellem og hæve sit sværd så fortryllelsen bliver kastet mod dem i stedet, og de ender hjemme som grimme tudser.
Frederikke tager tryllestaven og tryller sig tilbage til sig selv, hvorefter hun giver Askepot staven, der befrier fe gudmoderen, der gør alt normalt igen. Frederikke går derefter hen til kongen med muslingeskallen, men han fortæller hende, at hun skal beholde den, for alle har brug for ægte kærlighed. Derefter tilbyder fe gudmoderen at skrue tiden tilbage til det ”normale” men Askepot har fået prinsen alligevel. Så gudmoderen tryller hendes pjaltede kjole om til brudekjolen og, og de bliver gift.  
Efter rulletekst den onde stedmor og Mathilde bliver til mennesker igen, dog klædt i Askepot gamle tøj og en moppe. 

## Danske stemmer
- Askepot: Kaya Brüel
- Stedmoderen: Dorthea Herman
- Frederikke: Amalie Ihle Alstrup
- Frederikke (sang) :Julie Lund
- Mathilde: Anne Oppenhagen Pagh
- Tim: Jan Tellefsen
- Bum: Peter Røschke
- Den Gode Fe: Kirsten Cenius
- Prinsen: Jens Jacob Tychsen
- Kongen: Ole Varde Lassen
- Hofgreven: Anders Bircow